# Halenia asclepiadea
Halenia asclepiadea är en gentianaväxtart som först beskrevs av Carl Sigismund Kunth, och fick sitt nu gällande namn av George Don jr. Halenia asclepiadea ingår i släktet Halenia och familjen gentianaväxter. Inga underarter finns listade i Catalogue of Life.